# Clive Bell (Musiker)

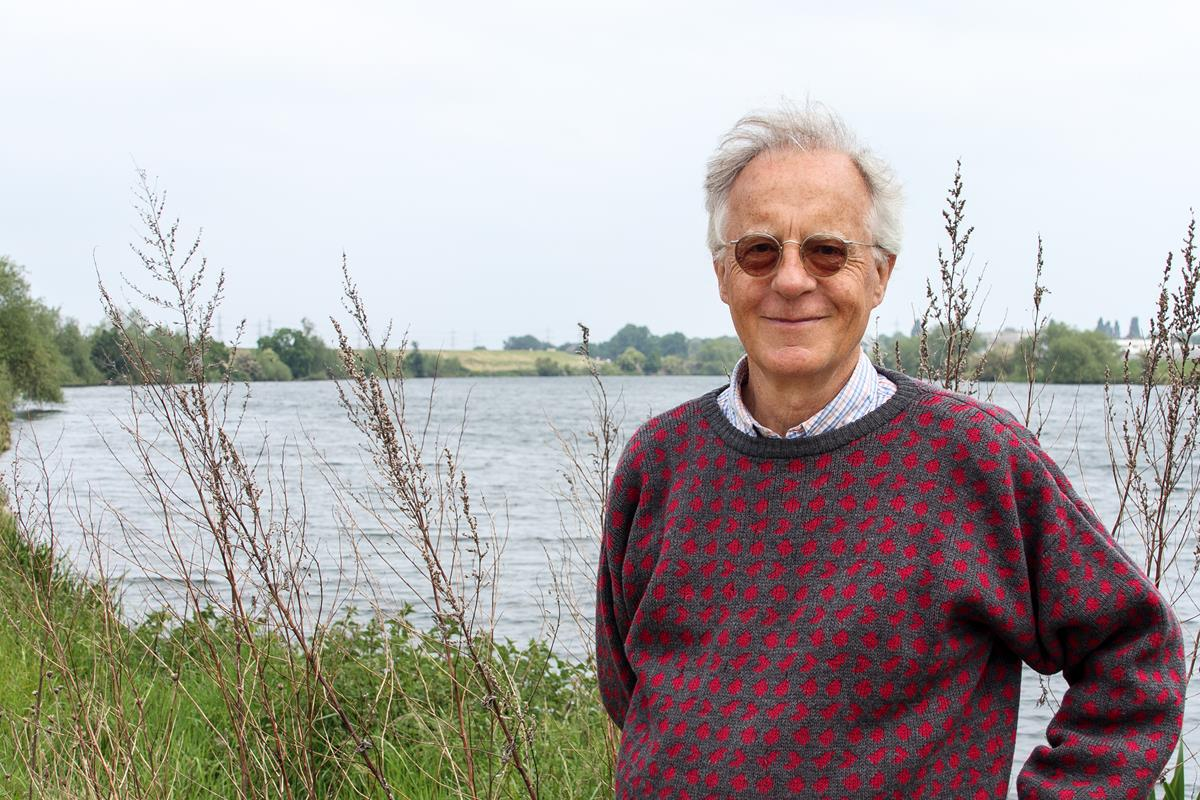
Clive Bell (2020)

Clive Bell (* Februar 1950 in London) ist ein britischer Musiker (Shakuhachi, andere Flöten, Khene, Akkordeon, Naturhorn) und Musikkritiker.

## Leben und Wirken
Bell studierte zwei Jahre lang die Shakuhachi in Japan bei Kōhachiro Miyata. Auch reiste er ausgiebig in Thailand und Bali, um Musiker zu treffen und mit ihnen aufzunehmen. In zahlreichen Konzerten und Lesungen stellte er in Großbritannien japanische Musik vor, teilweise im Duo mit der Kotospielerin und Sängerin Rié Yanagisawa. Daneben arbeitete er mit Tanz- und Theatergruppen wie Extemporary Dance, IOU Theater und Optik Theater. Auch schrieb er Kompositionen für die Shakuhachi.  
Von 1982 an war er in der Gruppe Kahondo Style aktiv, mit der er zwei Ethnojazz-Alben bei nato veröffentlichte. Seit 1984 gehörte er zu der improvisierenden Akkordeonband Accordions Go Crazy, mit der er mehrere Alben einspielte. Ferner war er Mitglied der Gruppe British Summer Time Ends, mit der er mehrfach durch Europa tourte. Auch unterhält er Improvisationsduos, etwa mit dem Gitarristen Peter Cusack oder mit Raoul Björkenheim, und gehört zu Jah Wobbles Projekt Deep Space.
2004 trat er im Duo mit Sylvia Hallett beim Freedom of the City Festival in London auf. Mit David Harrow und Mirai Kawashima veröffentlichte er seit 2007 als Numb & Number drei Alben. Zwischen 1976 und 2019 war er Tom Lord zufolge insgesamt an der Aufnahme von 39 Alben beteiligt.
Zwischen 1998 und 2003 fungierte Bell als Präsident des London Musicians’ Collective, anschließend bis 2009 als ihr Sekretär. Daneben ist er für The Wire als Musikkritiker tätig.

## Diskographische Hinweise
- Colin Wood • Bernard Watson • Clive Bell Downhill (Bead 1979)
- Rié Yanagisawa & Clive Bell Kurokami: Traditional Music (Saydisc Records 1988)
- Eating (Sound Language 1997)
- Mike Adcock & Clive Bell Sleep It Off (Emanem, 1999–2001)
- Rié Yanagisawa & Clive Bell The Art of Japanese Koto & Bamboo Flute (Gateway 2000)
- Clive Bell & Sylvia Hallett The Geographers (Emanem, 2004)
- Shakuhachi: The Japanese Flute (ARC, 2005)
- David Ross & Clive Bell Recovery Suite (ini.itu, 2014)
- Asakusa Follies (Cuspeditions, 2017)